# Rotor coaxial
Un rotor coaxial o contrarotatori

Esquema de funcionament.

és un tipus de rotor d'helicòpter disposats en parells girant en direccions oposades, però muntats sobre el mateix eix de rotació, un sobre l'altre. Aquesta configuració és una característica típica dels helicòpters produïts per l'agència de disseny d'helicòpters russos Kamov.
Els helicòpters amb rotors coaxials, usen un cíclic igual que en els helicòpters de rotor únic, però l'hèlix inferior transmet el moviment (ja sigui cíclic o col·lectiu) a l'hèlix superior, de manera que tots els rotors treballen en col·lectiu per ascendir o descendir i cíclic per avançar, retrocedir o decantar. El fet de tenir dos rotors contrarrotatoris fa que no sigui necessari la presència d'un rotor de cua, de manera que el moviment de gir s'aconsegueix augmentant l'angle d'atac de les pales d'un rotor i disminuint el de l'altre.

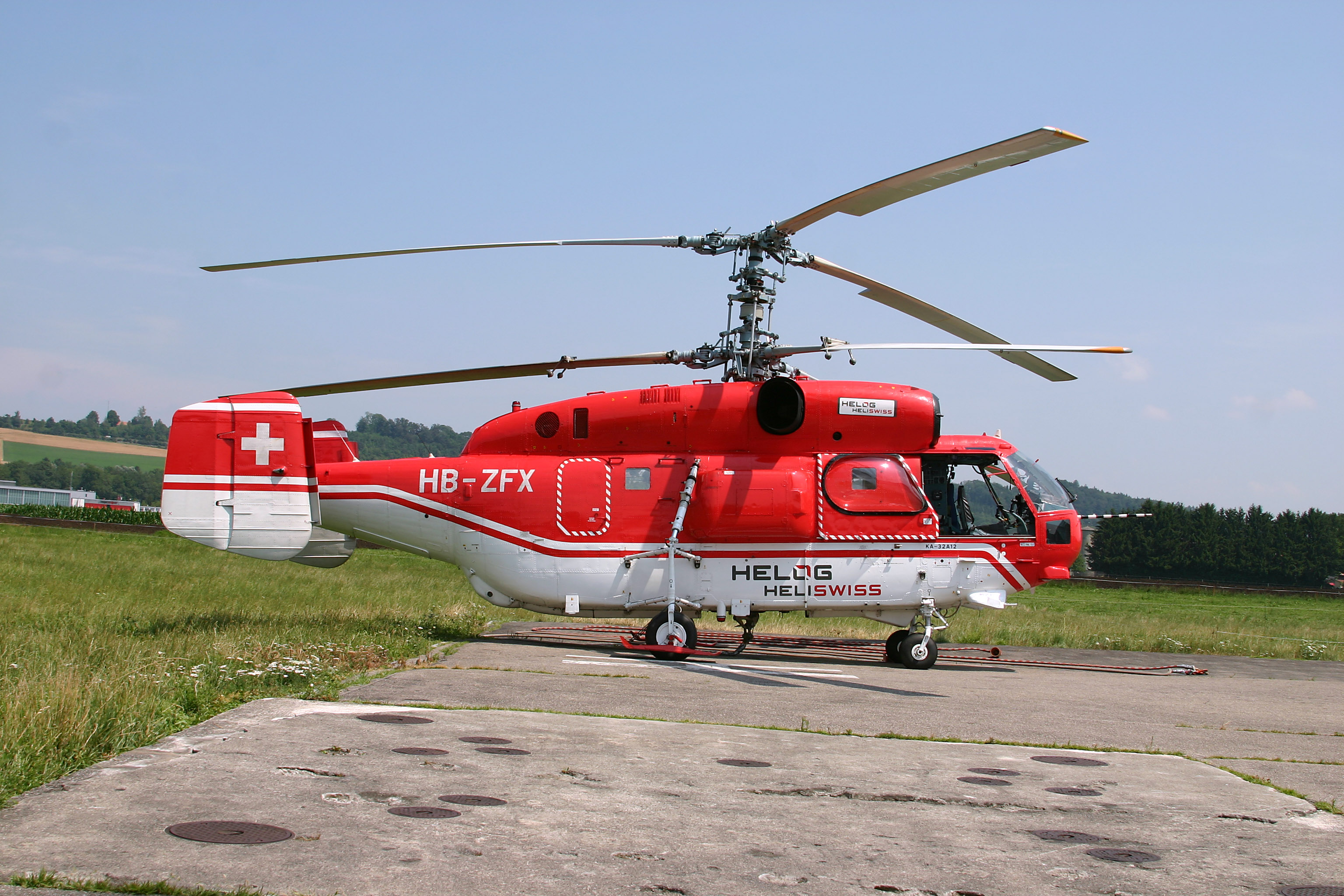
Un helicòpter Kamov Ka-32 de rotors coaxials.

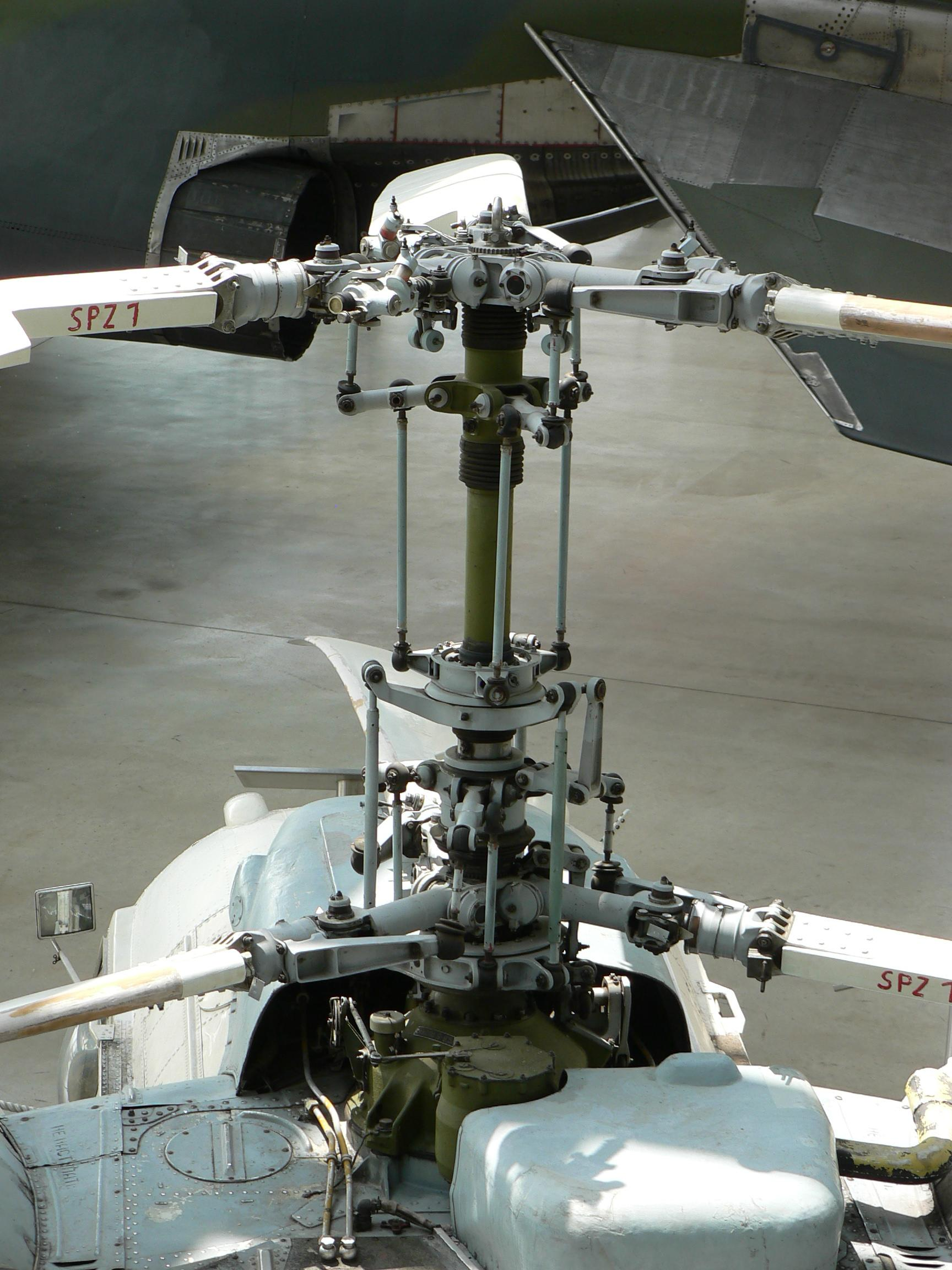
Detall dels rotors coaxials del Kamov Ka-26.